# Nhà in Trung Bắc
Nhà in Trung Bắc được khai sinh bởi cụ Phạm Hữu Khánh vào năm 1930 tại 107 Hàng Buồm. Thời đó nhà in còn in bằng con chữ cái to và khi muốn in một bản in thì phải phụ thuộc vào thợ in lành nghề có kinh nghiệm mới sắp con chữ được.
Vào thời đó cụ Phạm Hữu Khánh là một trong những người có tiếng nói lớn tại Hà Nội. Cụ đã từng là chủ bút của báo Thanh niên, là người lập ra hội Hợp Thiện tại số nhà 125 Phùng Hưng, Hà Nội. Trong giới tri thức Hà Nội cụ là người có tiếng nói lớn có đủ tầm quan trọng và do vậy cụ được mời phát biểu tại hồ Lục Thủy trong vụ tưởng niệm thảm sát Mỹ Lai nổi tiếng.
Thời đó văn nghệ sĩ của xứ Bắc Kỳ vẫn còn nghèo, khi đó muốn in ra một tác phẩm thì không đơn giản và dễ như bây giờ các tác phẩm chỉ cần thông qua một công ty liên doanh liên kết xuất bản là có thể in được một tác phẩm nên muốn in tác phẩm của mình thì các tác giả đều phải đưa đến các nhà in tại Hà Nội để đọc duyệt bản thảo và khi các chủ nhà in thấy có thể bán được thì mới in.(nhà in thời xưa như một nhà xuất bản ngày nay và lớn hơn vì họ tự hạch toán độc lập).